# Zjarr e ftohtë
«Zjarr e ftohtë» (en español: Fuego y frío) fue la canción albanesa para el Festival de la Canción de Eurovisión 2006, cantada en albanés por Luiz Ejlli.
Dado que las dos canciones previas fueron interpretadas en inglés, fue la primera vez que el albanés se escuchaba en el escenario del Eurovisión.
Como la canción del 2005, "Tomorrow I Go" había terminado fuera del Top Ten, Ejlli tuvo que cantar en la semifinal, en la cual cantó en la sexta posición. Siguió a la canción de Bielorrusia (Polina Smolova cantando "Múm") y fue seguida por la canción belga (Kate Ryan cantando "Je t'adore"). Siguiendo el voto, la canción sólo tuvo 58 puntos, suficientes para el 14.º lugar, pero no para asegurar un lugar en la final.
La canción está escrita desde la perspectiva de un hombre que no puede olvidar a su antigua amante. Le gusta su predicamento para sentir "fuego y frío" ("fuego y aun así frío" es una traducción alternativa), mientras le ruega que "abra su corazón".

A pesar de la fuerza de la letra, la canción fue interpretada de una manera simple. Ejlli y tres coristas a penas se movieron de sus posiciones, mientras dos músicos albaneses folclóricos proveyeron el acompañamiento.
Muchos comentadores tuvieron dificultades pronunciando el título de la canción. El comentador de la BBC, Paddy O'Connell, por ejemplo, lo pronunció como "Zlar e flot".